# Nazionale maschile di pallacanestro del Sudan del Sud
La nazionale di pallacanestro del Sudan del Sud è la rappresentativa cestistica del Sudan del Sud ed è posta sotto l'egida della locale federazione cestistica.

## Storia
Facendo seguito all'indipendenza del Sudan del Sud il 9 luglio 2011, venne costituita la federazione cestistica nazionale che ottenne l'affiliazione alla FIBA nel dicembre 2013.
In vista del campionato africano 2017 lo statunitense Jerry Steele venne confermato come allenatore della squadra, che aveva iniziato a giocare alcune partite già nel 2016. Le qualificazioni al campionato africano 2017 rappresentarono il primo torneo ufficiale al quale prese parte la nazionale sudsudanese. Inserita nel gruppo A della zona 5 delle eliminatorie, la nazionale venne eliminata dopo aver concluso al terzo posto.
Sebbene avesse mancato l'accesso alla fase finale delle qualificazioni al campionato africano 2021, venne ripescata in sostituzione dell'Algeria, impossibilitata alla partecipazione alle qualificazioni. Concludendo al secondo posto il gruppo D delle qualificazioni alle spalle della Nigeria, il Sudan del Sud ottenne per la prima volta l'accesso alla fase finale di una competizione internazionale. Nel maggio 2021 venne nominato come nuovo allenatore della nazionale lo statunitense Royal Ivey, vice allenatore dei Brooklyn Nets, franchigia NBA. Alla sua prima partecipazione alla fase finale del campionato africano 2021, il Sudan del Sud superò la fase a gironi grazie al secondo posto nel gruppo D. Dopo aver superato il Kenya nel play-off di accesso ai quarti di finale, la squadra venne eliminata dalla Tunisia ai quarti di finale, concludendo l'AfroBasket 2021 al settimo posto.

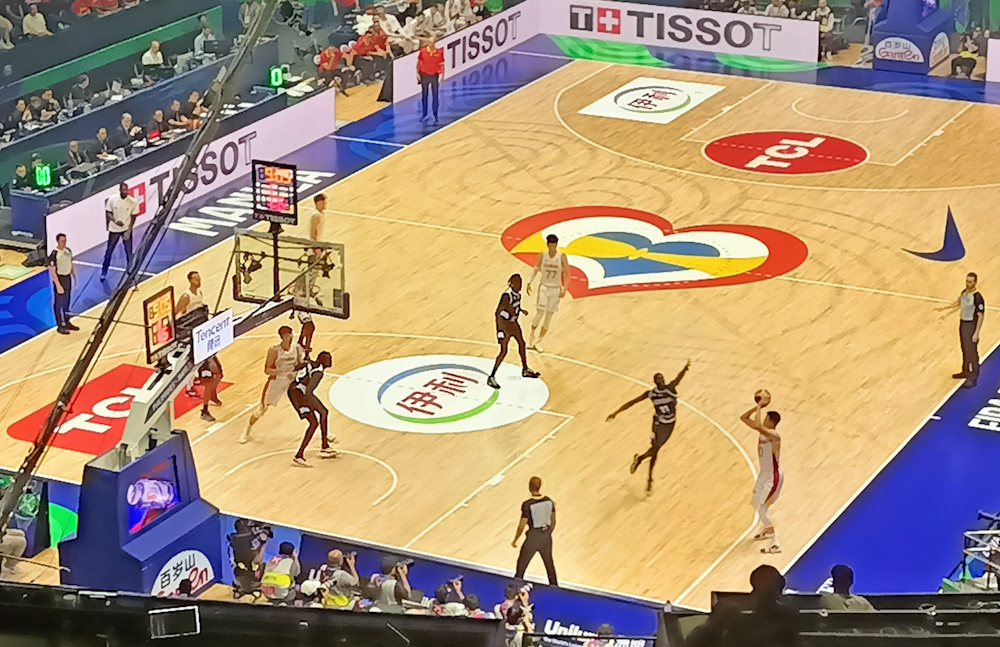
Partita Cina-Sudan del Sud ai Mondiali FIBA 2023

Nella fase di qualificazione africana al campionato mondiale 2023 ha superato il primo turno vincendo il gruppo B a punteggio pieno, per poi issarsi in vetta al gruppo F del secondo turno, ottenendo per la prima volta l'accesso a un Mondiale. Sorteggiata nel gruppo B assieme a Serbia, Porto Rico e Cina, la nazionale sudsudanese ha perso la partita d'esordio contro Porto Rico dopo i tempi supplementari, ha battuto la Cina e perso contro la Serbia, concludendo al terzo posto il girone. Grazie alle due successive vittorie contro Filippine e Angola nel gruppo M del turno di classificazione, il Sudan del Sud ha concluso il campionato mondiale al 17º posto e ha conquistato la sua qualificazione per la prima volta al torneo di pallacanestro ai Giochi olimpici di Parigi 2024 in qualità di squadra africana meglio classificata dove non supera la fase a gironi perdendo contro gli Stati Uniti e contro la Serbia ottenendo comunque una vittoria contro il Porto Rico.

## Partecipazioni ai tornei internazionali
- 2016: Non partecipante
- 2020: Non partecipante
- 2024: Fase a gironi

- 2014: Non partecipante
- 2019: Non partecipante
- 2023: 17º posto

- 2015: Non partecipante
- 2017: Non qualificata
- 2021: 7º posto

## Formazioni

### Olimpiadi
Pallacanestro ai Giochi della XXXIII Olimpiade - Torneo maschile4 Jones, 5 Omot, 6 Maluach, 7 Kuol, 8 Kuany, 9 Gabriel, 10 Thor, 11 Shayok, 12 Makoi, 13 Deng, 14 Jok, 15 Dech,        All. Royal Ivey

### Campionati del mondo
Campionato mondiale maschile di pallacanestro 20230 Madut, 1 Omot, 2 Jones, 6 Maluach, 8 Kuany, 11 Shayok, 12 Acuoth, 13 Deng, 14 Jok, 21 Bar, 32 Gabriel, 44 Dech,        All. Royal Ivey

### Campionati africani
Campionato africano maschile di pallacanestro 20210 Puot, 2 Wek, 4 Gatkuoth, 5 Madut, 6 Deing, 8 Kuany, 9 Muo, 10 Puondak, 12 Acuoth, 15 Mayot, 20 Makoi, 21 Bar,        All. Royal Ivey
Campionato africano maschile di pallacanestro 20250 Lual-Acuil, 1 Omot, 3 Akot, 4 Gatkuoth, 7 D. Deng, 8 Madut, 10 McCullum, 11 Gach, 13 M. Deng, 14 Jok, 23 Kuath, 32 Gabriel,        All. Luol Deng